# Rohingyer
Rohingyer eller rohingyafolket[uttal saknas] är ett folk av indo-arisk härkomst. Av världens drygt 3 miljoner medlemmar av rohingyafolket har hälften fram till nyligen (2017) levt i burmesiska delstaten Rakhine. Det finns även betydande grupper i bland annat Bangladesh, Pakistan och Saudiarabien. Majoriteten av folkgruppen är muslimer, medan en minoritet är hinduer.[källa behövs]
Rohingyafolket talar ruáingga, ett indo-ariskt språk av nyindoarisk typ. Det påminner om språken chittagong och bengali som talas i närliggande delen av Bangladesh. Folkgruppen kallas rohingya eftersom det är så man uttalar namnet på delstaten Rakhine på detta språk.
Myanmar är ett mycket mångsidigt land, men regeringens politik har länge marginaliserat många av dess samhällen. I synnerhet rohingyerna har utsatts för extrem diskriminering, inte bara för att de är en religiös minoritet utan också på grund av den utbredda uppfattningen att de är utomstående, trots att de har bott i Myanmar i generationer. Myanmars regering drev ut rohingyafolket, och det var svårt för dem att leva. De såg rohingyerna som illegala utlänningar, vilket resulterade i att de nekades medborgarskap. Den burmesiska kulturen var högsta prioritet i general Ne Wins politik 1962. År 1982 gjordes denna politik officiell genom medborgarskapslagen, vilket gjorde rohingyerna statslösa. Många rohingyer flydde till Bangladesh som ett resultat av militära operationer 1978 och 1991. 
Enligt Förenta nationerna är rohingyafolket en folkgrupp av världens mest förföljda folkgrupper. Efter oroligheter mellan grupperna meddelade Burmas president Thein Sein den 12 juli 2012 att alla rohingyer bör förvisas från landet eller placeras i UNHCR:s flyktingläger.Under hösten 2017 och våren 2018 har 693 000 medlemmar av rohingyafolket flytt sina hem i Burma. FN-tjänstemän och Human Rights Watch har beskrivit förföljelsen av rohingyafolket som etnisk rensning. Fördrivningen av rohingyer som har utförts av Burmas säkerhetsstyrkor inleddes efter att 99 hinduer mördades och ytterligare några kidnappades i augusti 2017 av en militant grupp muslimska rohingyer som kallar sig Arakan Rohingya Salvation Army (ARSA), enligt undersökningar av Amnesty International. Amnesty beskriver dock säkerhetsstyrkornas respons som en olaglig och grovt oproportionerlig våldskampanj bestående av mord, tortyr, våldtäkt och annat sexuellt våld mot rohingyafolket. Under hösten 2017 flydde över 720 000 rohingyer från Myanmar till Bangladesh som ett resultat av att militära styrkor drev ut dem från Rakhine-staten.
Myanmar är ett buddhistiskt land, och majoriteten av befolkningen kallas bamarfolket. Buddhister i Myanmar känner sig hotade av att den muslimska befolkningen som i stort sett består av Rohingyer ökar, trots att även andra religiösa grupper ökar. Etniska och religiösa identiteter kan överlappa på olika sätt och påverka deras övergripande rättigheter som medborgare. En buddhistisk bamar har fullt medborgarskap och bättre jobbmöjligheter. Vissa nationalister kopplar samman att vara bamar med att vara en buddhistisk bamar. En bamar som följer andra religioner än buddhismen ses som en utomstående och betraktas inte som en bamar. 
Till en början var det en specifik incident, ett brott begånget av en muslimsk person, som eskalerade konflikten och drev alla muslimer i landet till bristningsgränsen. Med tiden blev konflikten mer politisk i takt med att hatet ökade. Hatet sprids på sociala medier, högt uppsatta religiösa ledare uttrycker hatiska åsikter och politiska partier har blivit alltmer högljudda. Den senaste tidens antimuslimska våld är mer destruktivt och får större genomslagskraft, vilket driver på lagar som begränsar religiösa konverteringar, interreligiösa äktenskap, muslimsk befolkningstillväxt och kräver tillstånd för buddhistiska kvinnor att gifta sig utanför sin tro.